# Ctenomys sociabilis
Ctenomys sociabilis is een zoogdier uit de familie van de kamratten (Ctenomyidae). De wetenschappelijke naam van de soort werd voor het eerst geldig gepubliceerd door Pearson & Christie in 1985.

## Voorkomen
De soort komt voor in Argentinië.